# Храм на Кибела (Палатин)
Вижте пояснителната страница за други значения на Храм на Кибела.
Храмът на Кибела или Храмът на Магна Матер е храм на Палатинския хълм в Рим. Това е главния храм на Кибела в Рим построен след 204 г. пр.н.е. когато специално римско посланичество под предводителството на Сервий Сулпиций Галба пренася от Песинт в Рим черния метеорит от храма на Кибела в Мала Азия със съгласието на пергамския цар Атал I.
Храмът е осветен на 11 април 191 г. пр.н.е. от претора Марк Юний Брут. Храмът е опожарен през 111 г. пр.н.е., но статуята на Клелия остава невредима. Консулът Квинт Цецилий Метел Нумидийски го възстановява след 110 г. пр.н.е., но храмът наново е опожарен, за да бъде и наново възстановен от Октавиан Август през 3 година.
Храмът на Кибела в Рим оцелява до 4 век. През новата ера пострадва в събитията през 38 г., разиграли се около александрийския погром, за което се съобщава от Ювенал.